# Piacenza Sportiva 1940-1941
Questa pagina raccoglie le informazioni riguardanti il Piacenza Sportiva nelle competizioni ufficiali della stagione 1940-1941.

## Stagione
Nella stagione 1940-1941 il Piacenza ha disputato il girone B del campionato di Serie C. Con 23 punti in classifica si è piazzato in quattordicesima posizione; terz'ultimo e retrocesso sul campo, è stato poi riammesso alla Serie C per rinuncia del Palazzolo. Il campionato è stato vinto con 43 punti dall'Audace di San Michele Extra che ha ottenuto l'ammissione al girone finale per la promozione, con il quarto posto nel girone finale B non riuscirà a salire in Serie B.
Continua il ridimensionamento iniziato lo scorso anno, lascia Piacenza dopo dodici stagioni Giuseppe Cella, torna al Crema Natalino De Carli. Di fatto in questa stagione i biancorossi piacentini sono di fatto una rappresentativa provinciale con poche eccezioni, in campionato il suo destino è già scritto, in attacco vive solo sulle prodezze di Giovanni Bertuzzi che imbuca sedici reti. Non basta anche un discreto finale di torneo per rimediare la salvezza, si retrocede dopo il rovescio di Monza (4-0) all'ultima di campionato. Tuttavia la discesa in Prima Divisione non si concretizza perché la Pro Palazzolo ritirandosi, libera un posto in Serie C, posto che viene assegnato ai piacentini.

## Rosa
| N. |                   | Ruolo | Calciatore         |
| -- | ----------------- | ----- | ------------------ |
|    | Italia (bandiera) | P     | Primo Acerbi       |
|    | Italia (bandiera) | A     | Vittorio Azzali    |
|    | Italia (bandiera) | A     | Gino Bassi         |
|    | Italia (bandiera) | A     | Giovanni Bertuzzi  |
|    | Italia (bandiera) | A     | Bruno Besutti      |
|    | Italia (bandiera) | P     | Carlo Borghesio    |
|    | Italia (bandiera) | C     | Italo Brugola      |
|    | Italia (bandiera) | C     | Alberto Busconi    |
|    | Italia (bandiera) | A     | Franco Concesi     |
|    | Italia (bandiera) | A     | L. Ferretti        |
|    | Italia (bandiera) | D     | Cesare Ghigini     |
|    | Italia (bandiera) | D     | Giovanni Malchiodi |

| N. |                   | Ruolo | Calciatore                |
| -- | ----------------- | ----- | ------------------------- |
|    | Italia (bandiera) | D     | Edmondo Mazzocchi         |
|    | Italia (bandiera) | C     | Enzo Melandri             |
|    | Italia (bandiera) | C     | Renzo Melley              |
|    | Italia (bandiera) | D     | Giovanni Luciano Molaschi |
|    | Italia (bandiera) | D     | Novelli                   |
|    | Italia (bandiera) | A     | Bruno Pagani              |
|    | Italia (bandiera) | P     | Remo Peroncelli           |
|    | Italia (bandiera) | C     | Mario Rossi               |
|    | Italia (bandiera) | D     | Franco Torreggiani        |
|    | Italia (bandiera) | C     | Gino Vaghini              |
|    | Italia (bandiera) | A     | Enzo Valeriani            |
|    | Italia (bandiera) | C     | Mario Vergnano            |

## Risultati

### Serie C girone B

#### Girone di andata
| Arbitro: | Mantovani (Ferrara) |

|                             |           |              |
| Melato 30’, 40’ Mariani 41’ | Marcatori | 3’ Valeriani |

| Arbitro: | Galeati (Bologna) |

|                            |           |                       |
| Melandri 33’ Mazzocchi 76’ | Marcatori | 55’ De Carli 75’ Pane |

| Cremona 3 novembre 1940 3ª giornata | Cremonese        | 0 – 0 | Piacenza | Polisportivo Roberto Farinacci\| Arbitro: \| Codeluppi (Lodi) \| |
| Arbitro:                            | Codeluppi (Lodi) |       |          |                                                                  |

| Arbitro: | Zavattaro (Casale Monferrato) |

|                          |           |           |
| Bertuzzi 52’ Chigini 75’ | Marcatori | 62’ Beghi |

| Arbitro: | Matucci (Seregno) |

|                                      |           |               |
| Renica 26’ Svanetti 41’ Prevosti 77’ | Marcatori | 17’ Mazzocchi |

| Arbitro: | Rossi (Milano) |

|              |           |                       |
| Bertuzzi 53’ | Marcatori | 57’ Cagnoni 74’ Messi |

| Arbitro: | Chiti (Desenzano del Garda) |

|  |           |              |
|  | Marcatori | 13’ Bertuzzi |

| Arbitro: | Gnocchini (Roma) |

|              |           |                                            |
| Bertuzzi 69’ | Marcatori | 23’ Giovenzana 30’ Ronconi 40’, 56’ Lecchi |

| Arbitro: | Ghetti (Modena) |

|                           |           |  |
| Mainardi 10’ Gandolfi 50’ | Marcatori |  |

| Arbitro: | Mantovani (Ferrara) |

|  |           |                   |
|  | Marcatori | 51’, 71’ Barbieri |

| Piacenza 5 gennaio 1941 11ª giornata | Piacenza        | 0 – 0 | Redaelli | Stadio del Littorio\| Arbitro: \| Viarengo (Asti) \| |
| Arbitro:                             | Viarengo (Asti) |       |          |                                                      |

| Arbitro: | Capitanio (Venezia) |

|                    |           |  |
| Ghigini 70’ (aut.) | Marcatori |  |

| Arbitro: | Masini (Genova) |

|             |           |              |
| Busconi 10’ | Marcatori | 62’ Paladini |

| Arbitro: | Guarda (Mestre) |

|               |           |              |
| Marazzini 72’ | Marcatori | 30’ Bertuzzi |

| Arbitro: | De Benedictis (Padova) |

|                                                    |           |                   |
| Busconi 23’ Mazzocchi 51’ Concesi 84’ Bertuzzi 85’ | Marcatori | 47’ (rig.) Farina |

### Girone di ritorno
| Arbitro: | Soliani (Genova) |

|                      |           |                                |
| Mazzocchi 60’ (rig.) | Marcatori | 62’ Gignone 72’ (rig.) Mariani |

| Arbitro: | Cicardi (Lecco) |

|                                 |           |                        |
| De Carli 8’ Molaschi 13’ (aut.) | Marcatori | 70’ Bertuzzi 80’ Rossi |

| Arbitro: | Carpani (Milano) |

|                                                          |           |                                                                   |
| Mazzocchi 16’ (rig.) 57’ (rig.) Brugola 34’ Bertuzzi 41’ | Marcatori | 8’ Bonazzoli 31’ Martelli 60’, 85’ Moreschi 73’ (rig.) Arcari III |

| Arbitro: | Leoni (Milano) |

|           |           |  |
| Beghi 62’ | Marcatori |  |

| Arbitro: | Mondani (Milano) |

|                      |           |  |
| Brugola 8’ Rossi 81’ | Marcatori |  |

| Arbitro: | Gambarelli (Nembro) |

|               |           |                                                 |
| Tosi 43’, 79’ | Marcatori | 35’, 54’, 61’ Bertuzzi 39’ Brugola 45’ Melandri |

| Arbitro: | Cicardi (Lecco) |

|  |           |                      |
|  | Marcatori | 30’ (aut.) Mazzocchi |

| Arbitro: | Di Pasquale (Varese) |

|                                                    |           |                   |
| Basaglia 30’ (rig.) Villa 50’ Malchiodi 88’ (aut.) | Marcatori | 54’, 61’ Bertuzzi |

| Arbitro: | Andreoni (Milano) |

|              |           |  |
| Bertuzzi 78’ | Marcatori |  |

| Arbitro: | Codeluppi (Lodi) |

|                                    |           |              |
| Cordioli 5’, 35’ Barbieri 33’, 82’ | Marcatori | 23’ Bertuzzi |

| Arbitro: | Carminati (Milano) |

|                                                             |           |  |
| Malchiodi 35’ (aut.) Azzalini 43’ Carelli 44’ Azzimonti 73’ | Marcatori |  |

| Arbitro: | Gambarelli (Nembro) |

|                         |           |         |
| Brugola 32’ Busconi 59’ | Marcatori | 43’ Lui |

| Arbitro: | Mastrazzi (Brescia) |

|  |           |              |
|  | Marcatori | 30’ Bertuzzi |

| Arbitro: | Franzi (Vercelli) |

|                         |           |                       |
| Besutti 20’ Busconi 55’ | Marcatori | 25’ Ziletti 65’ Fossa |

| Arbitro: | Brassi (Pavia) |

|                                                   |           |  |
| Schiffo 41’ Casiraghi 44’ Piazza 83’ Mandelli 86’ | Marcatori |  |